# Ramsen (Inzell)
Ramsen ist ein Gemeindeteil von Inzell im Landkreis Traunstein.
Der Weiler liegt östlich des Froschbachs zwei Kilometer westlich des Ortskerns von Inzell am Westrand des Gemeindegebietes.

## Geschichte
Um 1760 gehörte der Ort zur Hauptmannschaft Frossee im Amt Miesenbach des Landgerichts Traunstein und bestand aus zwei Sechzehntel-Höfen des Domkapitels Salzburg. Bei der Bildung der Steuerdistrikte im Landgericht Traunstein kam Ramsen zum Steuerdistrikt Zell, aus dem die Gemeinde Zell entstand, die 1882 nach Ruhpolding eingegliedert wurde. Bis Jahresende 1995 war Ramsen ein Gemeindeteil von Ruhpolding auf der Gemarkung Zell. Zum 1. Januar 1996 wurde er mit etwa 12 Hektar Gemeindegebiet nach Inzell umgegliedert und liegt jetzt auf der Gemarkung Inzell.